# Mimostedes vagemaculatus
Mimostedes vagemaculatus là một loài bọ cánh cứng trong họ Cerambycidae.